# Czornomoreć-2 Odessa
Czornomoreć-2 Odessa (ukr. Футбольний клуб «Чорноморець-2» Одеса, Futbolnyj Kłub "Czornomoreć-2" Odesa)  – ukraiński zespół piłkarski z siedzibą w Odessie. Jest drugim zespołem klubu Czornomoreć Odessa. Status profesjonalny otrzymał w roku 1992.
Zgodnie z regulaminem drużyna nie może awansować do ligi, w której już gra I zespół klubu oraz nie może występować w rozgrywkach Pucharu Ukrainy. 
W latach 1992—1995 oraz 2000—2004 występował w rozgrywkach ukraińskiej Drugiej Lihi, a wiosną 1992 oraz w sezonie 1999/2000 w rozgrywkach ukraińskiej Pierwszej Lihi.

## Historia
Chronologia nazw:
- 1992—1994: Czornomoreć-2 Odessa (ukr. «Чорноморець-2» Одеса)
- 1999—2004: Czornomoreć-2 Odessa (ukr. «Чорноморець-2» Одеса)

Czornomoreć-2 Odessa rozpoczął występy w rozgrywkach Pierwszej Lihi od sezonu 1992. Następny sezon 1992/93 rozpoczął w Drugiej Lidze. Po sezonie 1994/95 klub zrezygnował z dalszych rozgrywek i przekazał swoje miejsce klubowi Dynamo-Dagma Odessa.
W 1999 roku klub SK Odessa, który występował w Pierwszej Lidze, przestał istnieć przekazując swoje miejsce w lidze klubowi Czornomorcowi-2 Odessa.
W sezonie 1999/00 zespół występował w Pierwszej Lidze, ale zajął spadkowe 17. miejsce i spadł do Drugiej Lihi.
Po sezonie 2003/04 Czornomoreć-2 Odessa zrezygnował z występów, gdyż wprowadzono turniej dublerów. Drugi zespół występuje jako drużyna dublerów Czornomorca Odessa.
Po tym, jak pierwsza drużyna po sezonie 2009/10 spadła do Pierwszej Lihi, klub postanowił ponownie wystawić drugą drużynę w rozgrywkach Drugiej Lihi. Po sezonie 2010/11 pierwsza drużyna powróciła do Premier-lihi, a druga drużyna po półtora sezonu gry w Drugiej Lidze 7 stycznia 2012 została rozformowana.

## Sukcesy
- 14. miejsce w Pierwszej Lidze (1 x):

1992

## Inne
- Czornomoreć Odessa
- Dynamo-Dagma Odessa
- SK Odessa
- SKA-Łotto Odessa